# Mittet & Co.

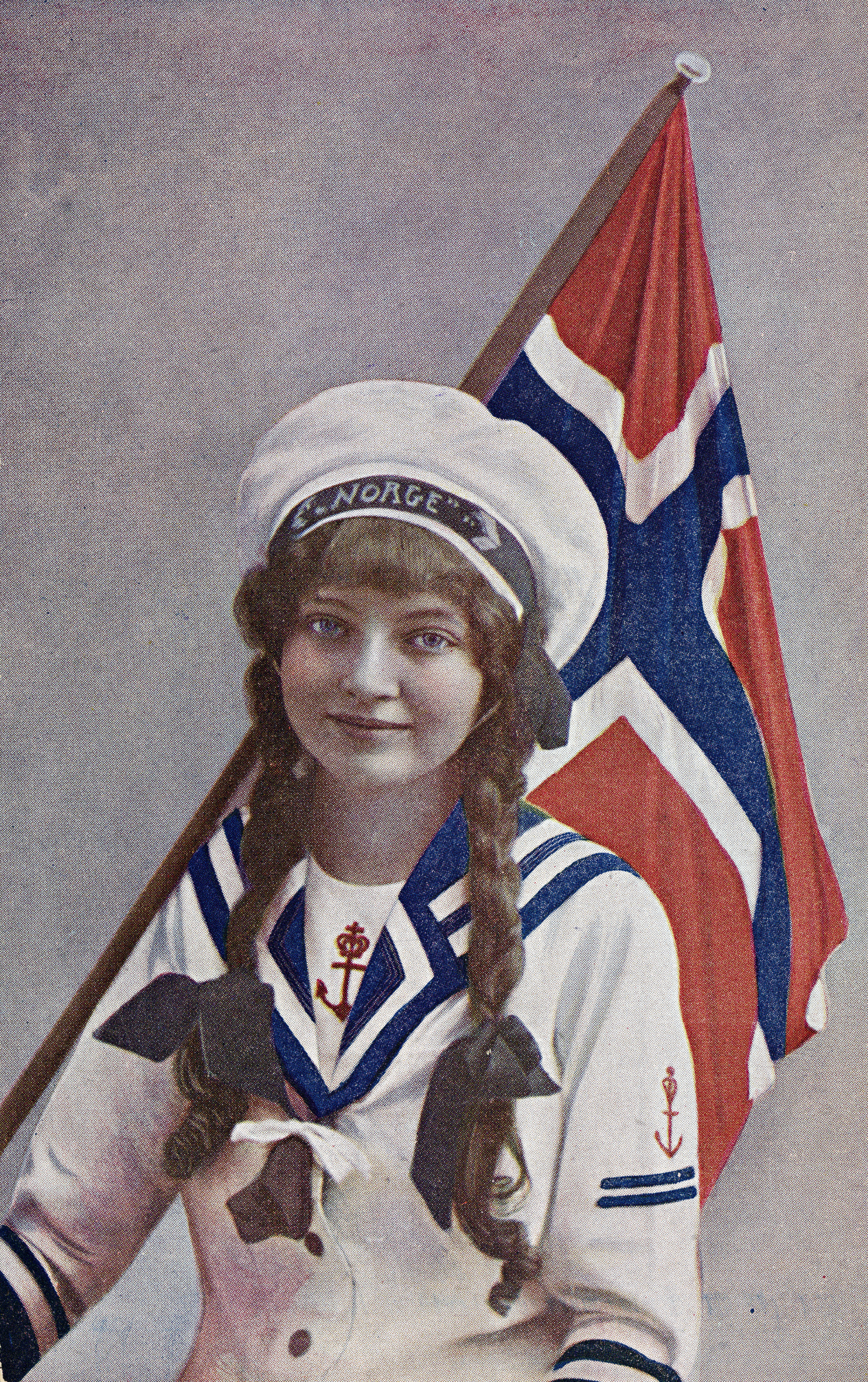
„Norsko“, 1914, pohlednice

Mittet & Co. A/S je bývalé norské nakladatelství, které publikovalo umělecká díla, v první řadě v podobě obrovského množství pohlednic, ale také knihy pro děti a uměleckou literaturu.

## Historie
Společnost založil jako fotografickou agenturu Ingebrigt Mittet (1875–1950) a v roce 1899 pokračovali a rozšířili společnost jeho synové. Firmu získal Chr. Olsen z Dánska v roce 1987.
Ingebrigt Mittet začal v roce 1898 kupovat a sbírat nové a staré fotografie. Zaměstnával také své vlastní fotografy a publikoval korespondenční lístky, které v té době byly populární jako obrazová dokumentace i jako sběratelské předměty. Ředitelství pro kulturní dědictví převzalo kolekci fotografií z období 1870 až 1970 od společnosti Mittet včetně výroby obrázků a archivu nakladatelství.
Od roku 1953 do roku 1979 pracoval v Mittet & Co. jako fotograf a generální ředitel Jac Brun. V souvislosti s touto prací pořídil velké množství záběrů z celého Norska, fotografie, ze kterých se později vyráběly pohlednice.
Pro společnost pracoval také norský fotograf amerického původu Hermann Christian Neupert, který byl švagrem Ingebrigta Mitteta. A právě společnost Mittet & Co. pravděpodobně ve třicátých letech převzala celou jeho sbírku negativů. Kromě asi 200 negativů, které si společnost nechala, dali později celou sbírku Norskému národnímu muzeu kulturního dědictví Riksantikvaren, které pak některé z nich předala do Norského technického muzea a další do Norského lidového muzea.
Mittet & Co. A/S znovuzaložil v roce 2014 Peder Mittet a věnuje se podnikání v reklamě a mediální branži.

## Galerie

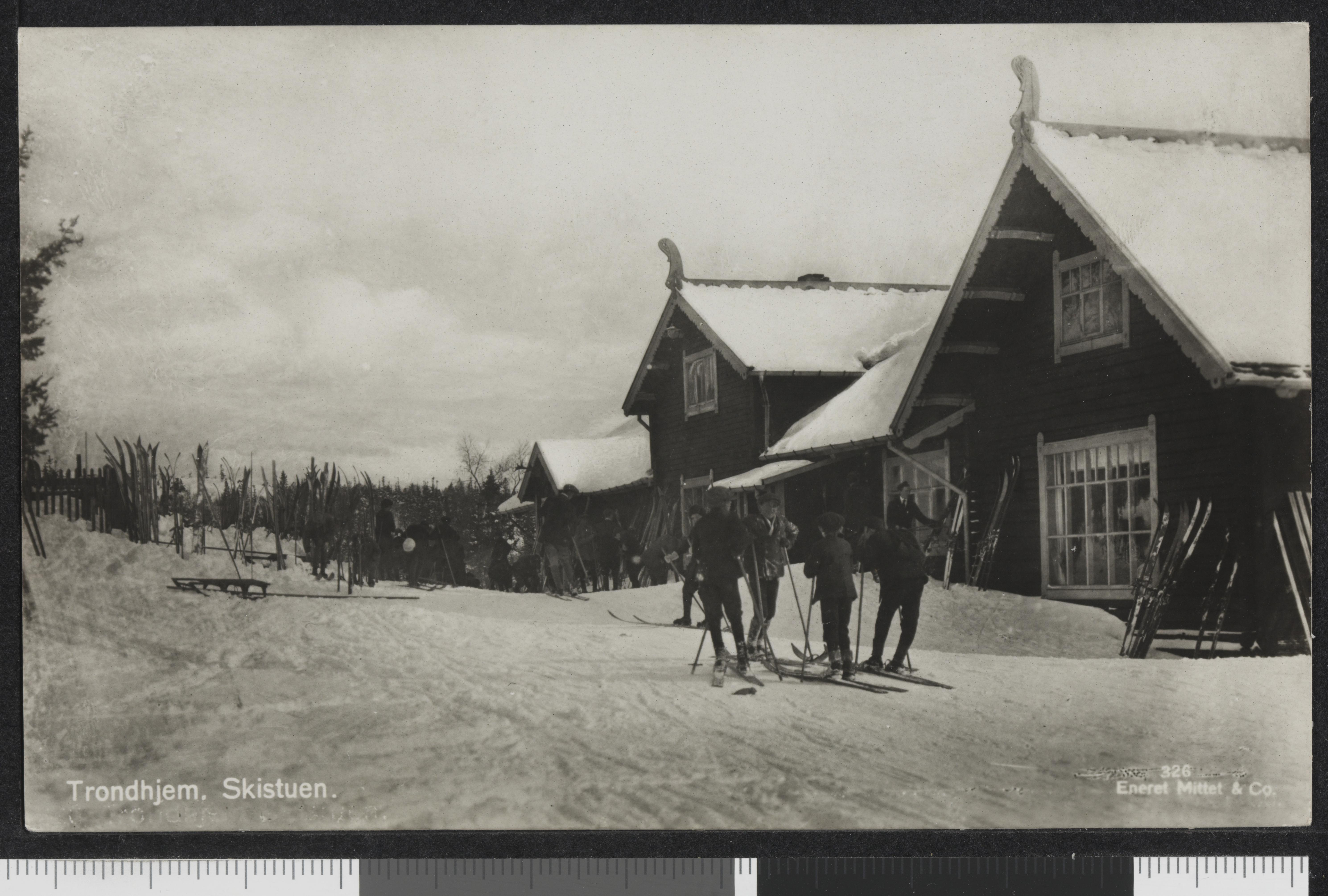
Trondhjem, Skistuen, pohlednice
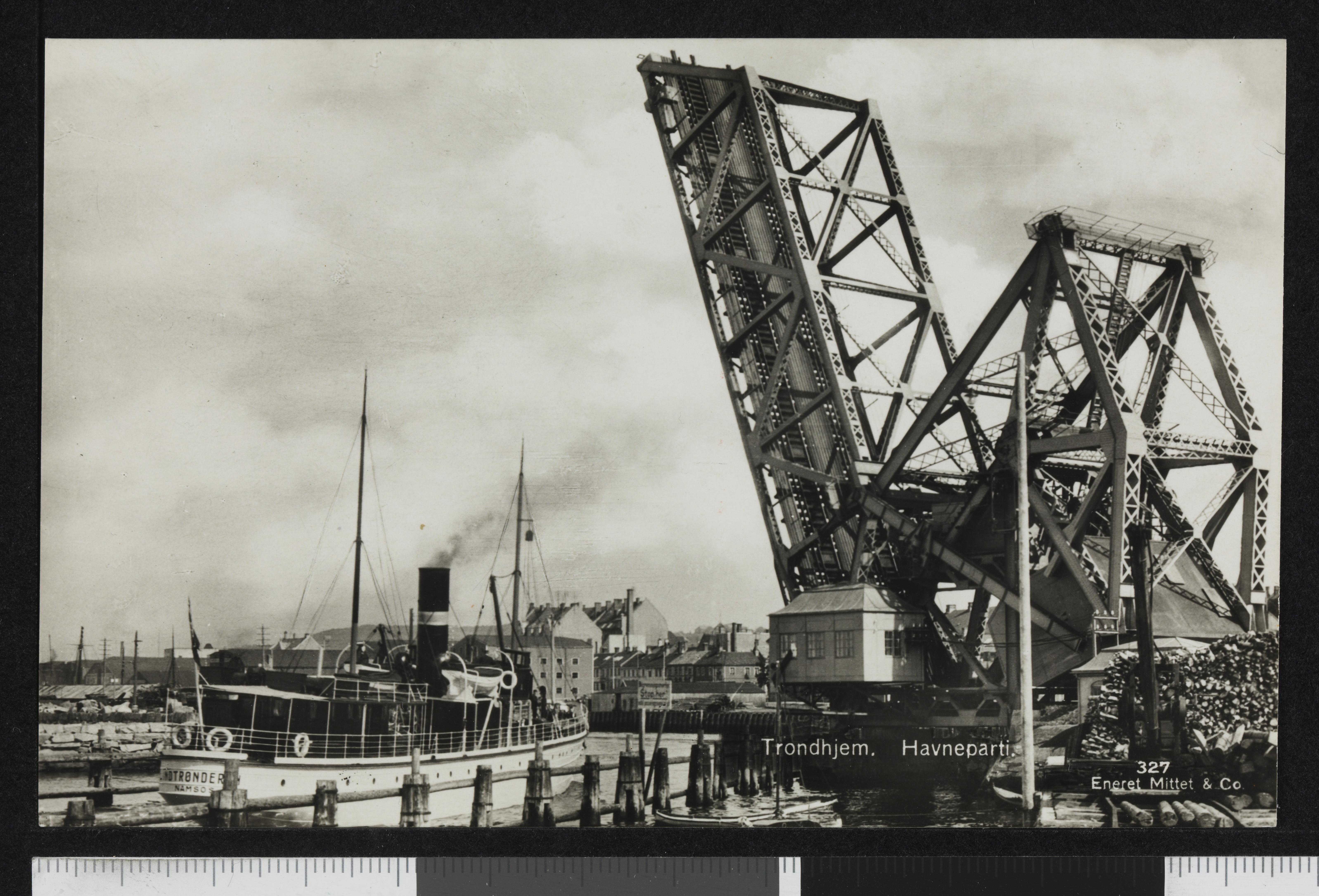
Trondhjem Havneparti, pohlednice
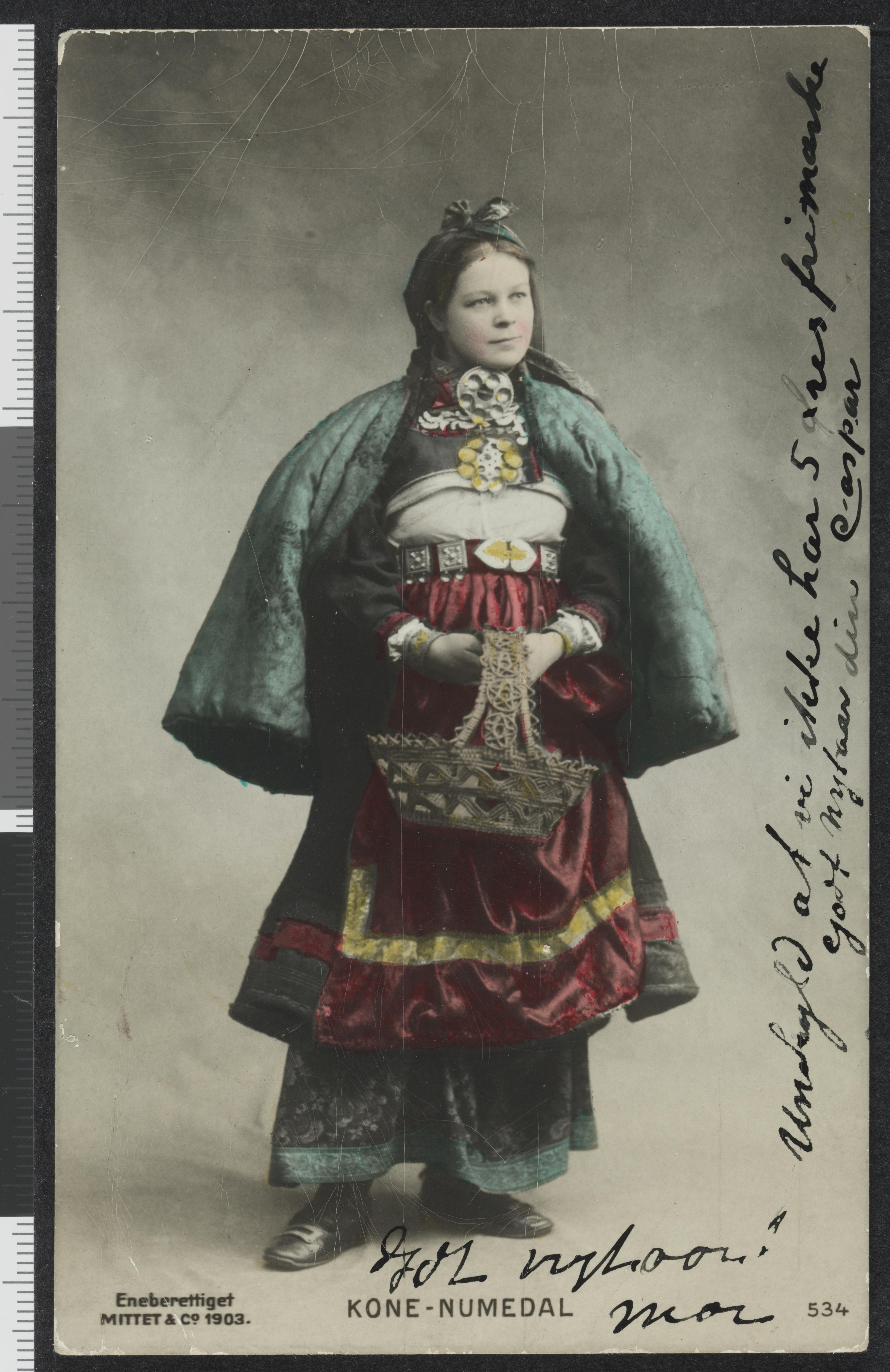
Kone – Numedal
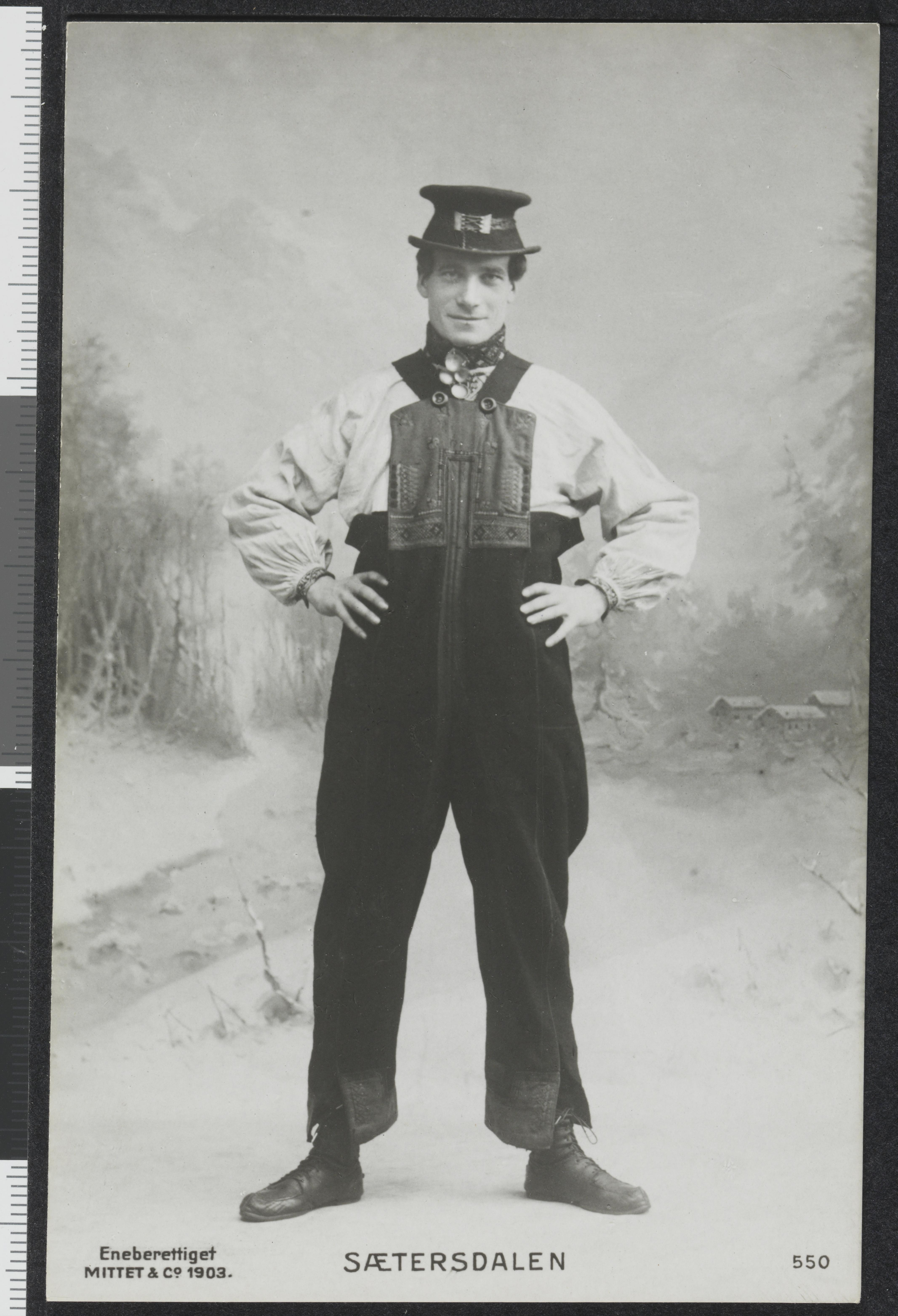
Sætersdalen
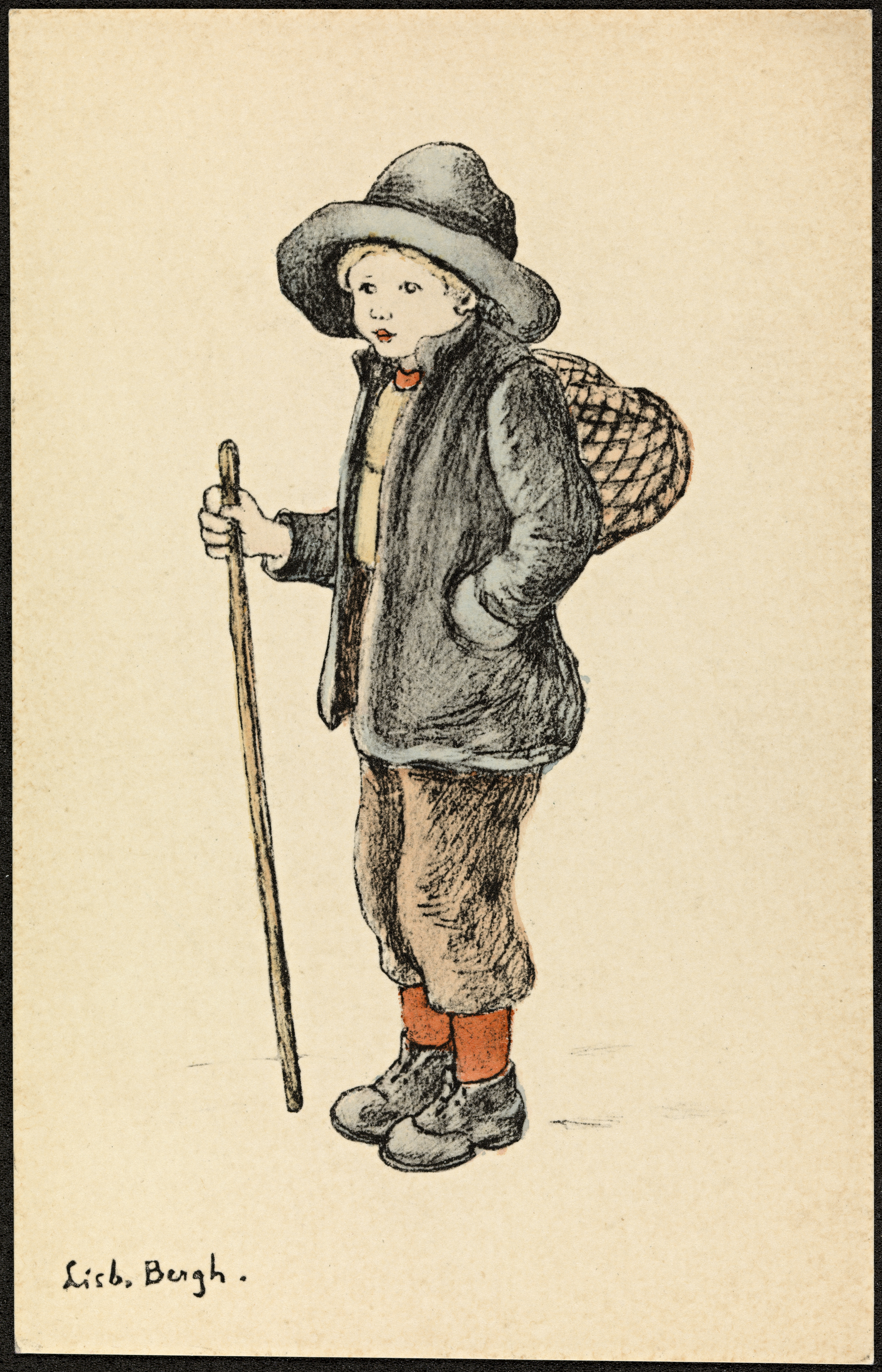
Dětský motiv od Lisbeth Bergh
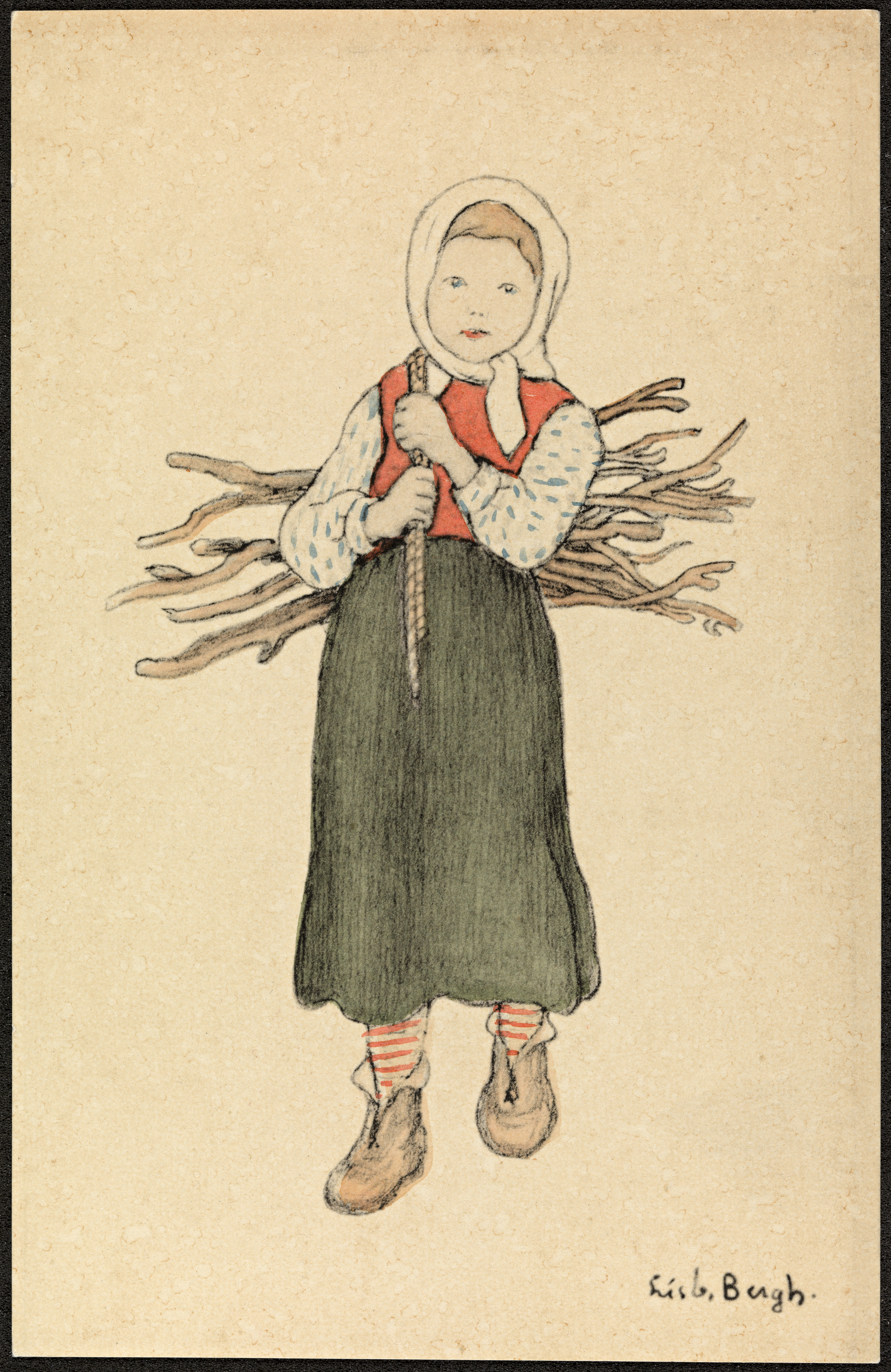
Dětský motiv od Lisbeth Bergh
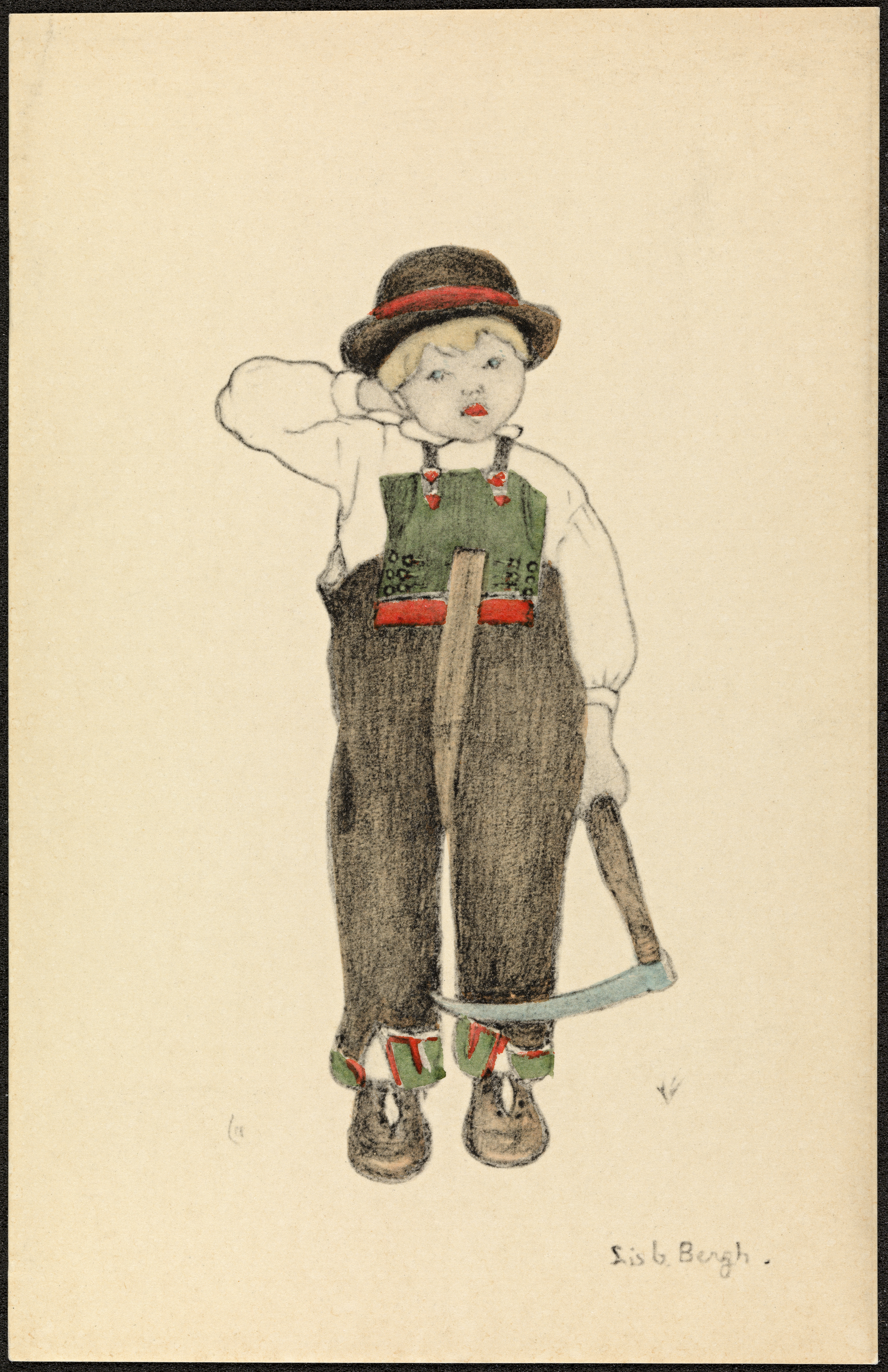
Dětský motiv od Lisbeth Bergh
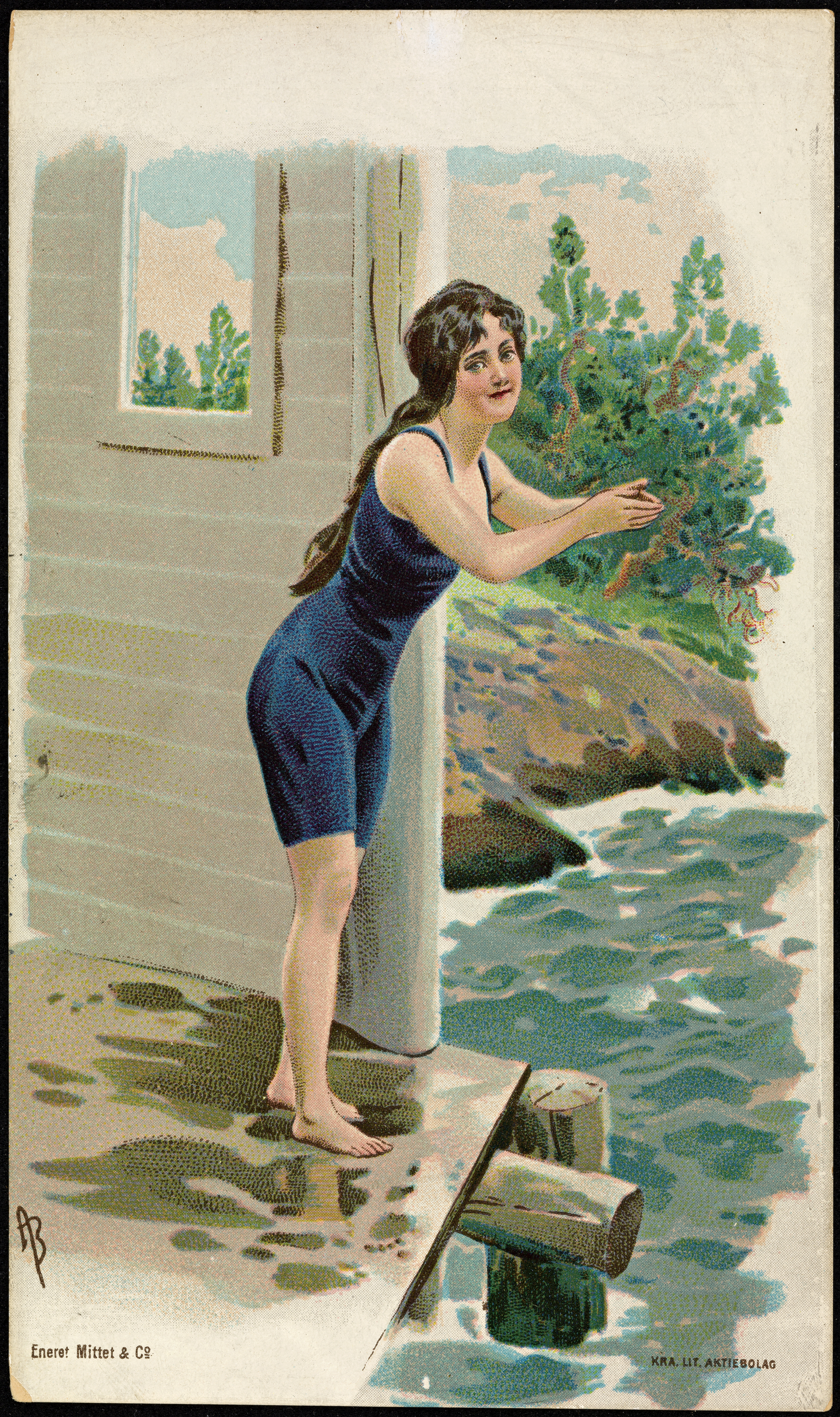
Dáma při koupeli, asi 1900
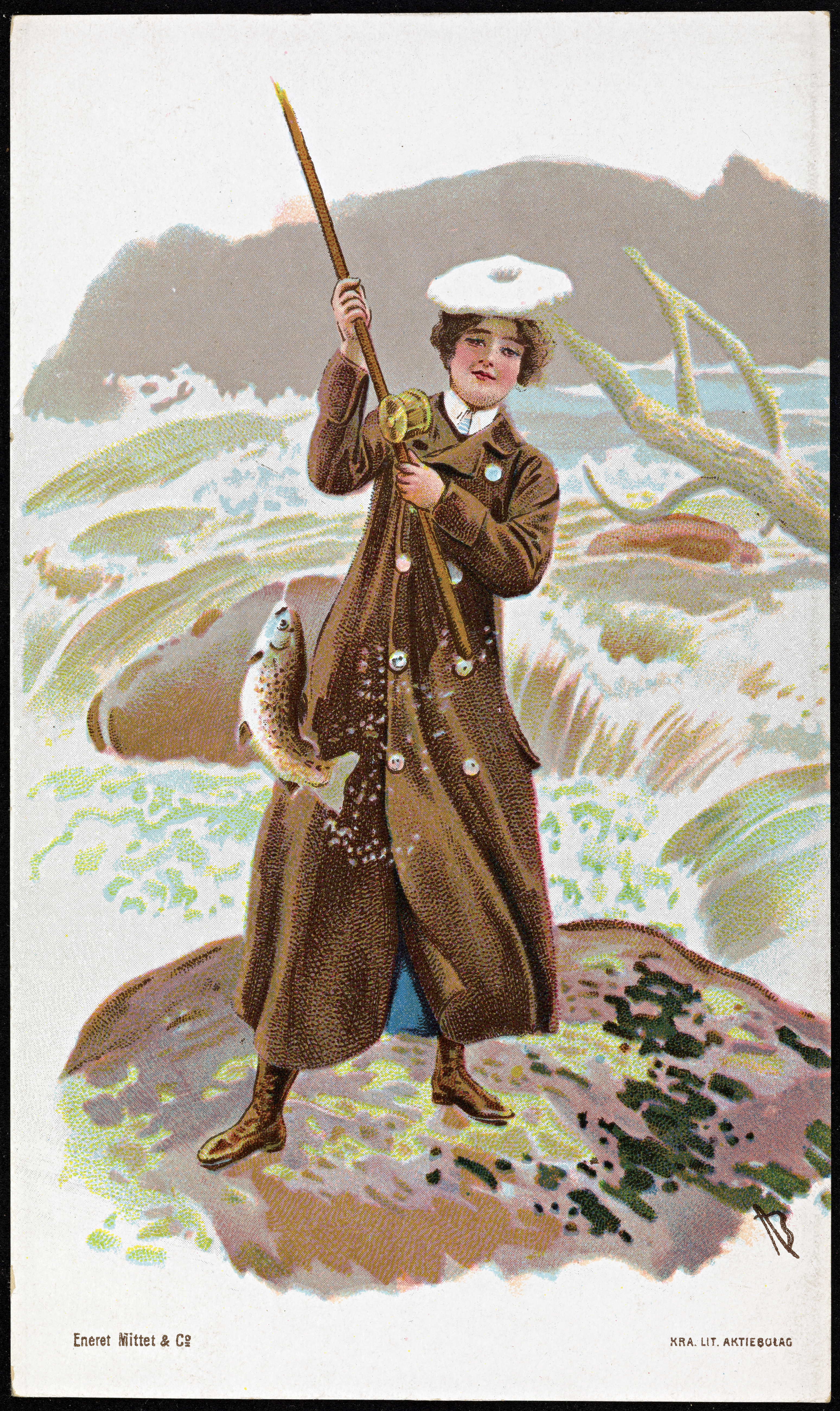
Dáma rybaří, asi 1900
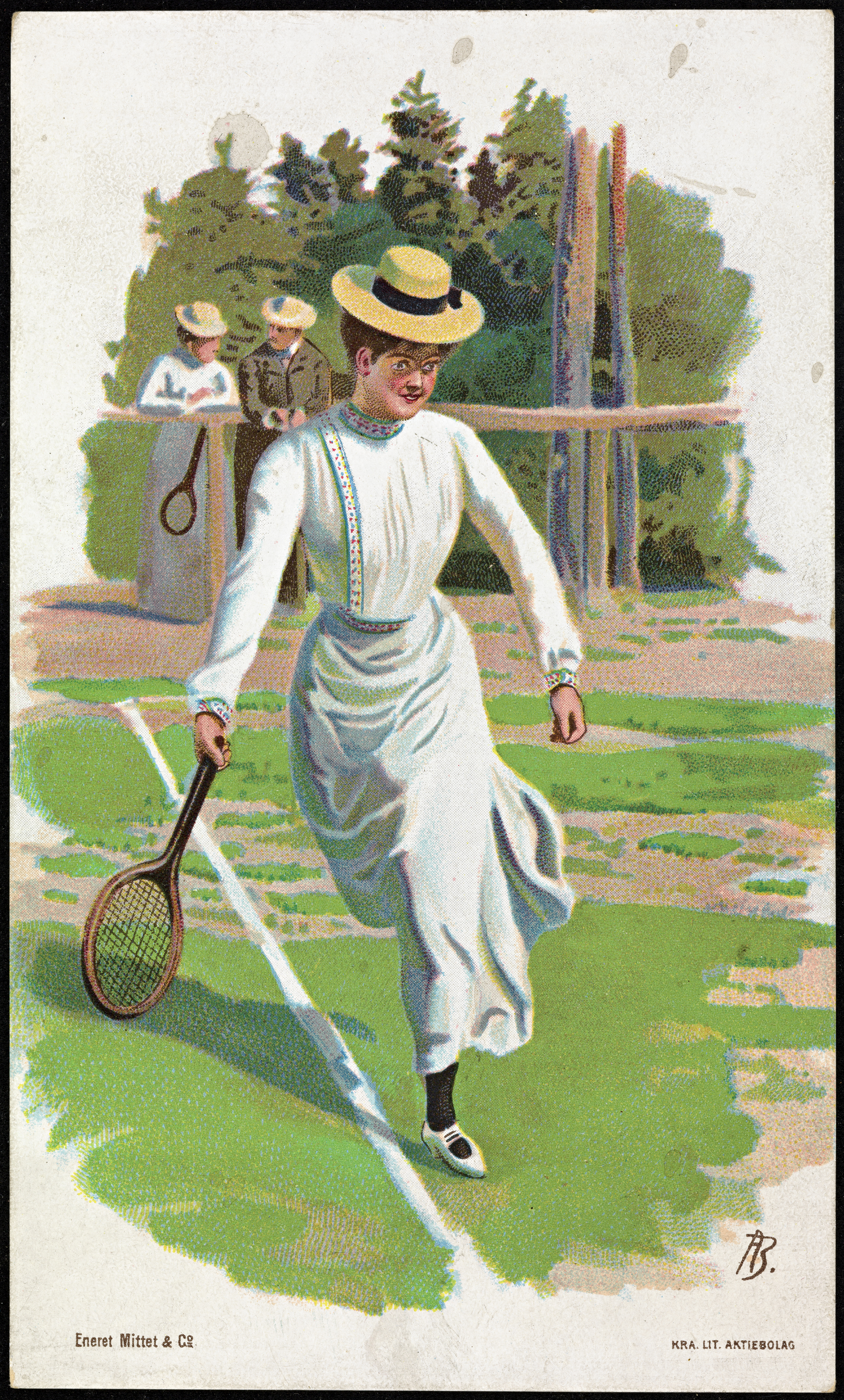
Dáma hraje tenis, asi 1900
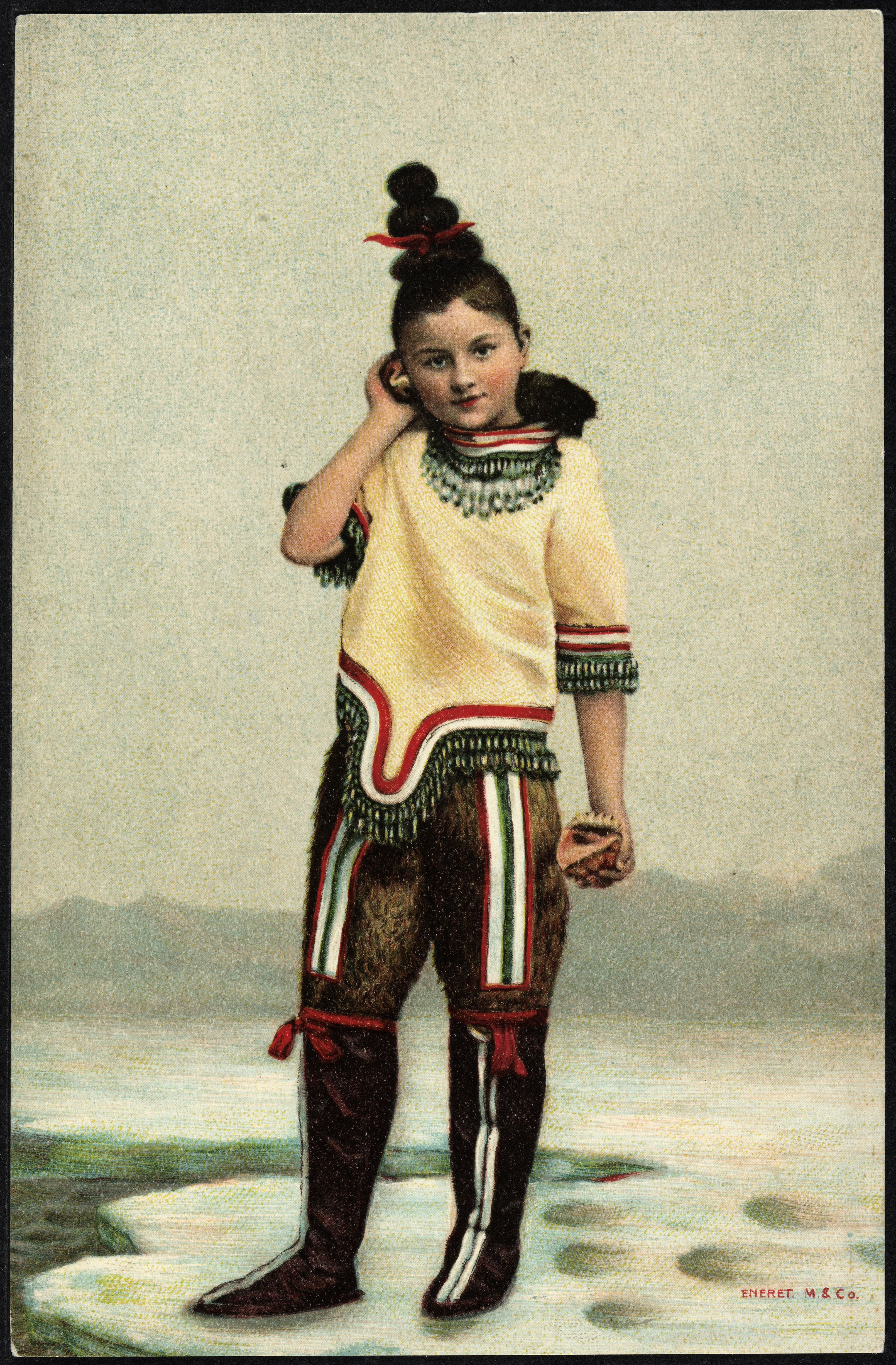
Dívka v kostýmu
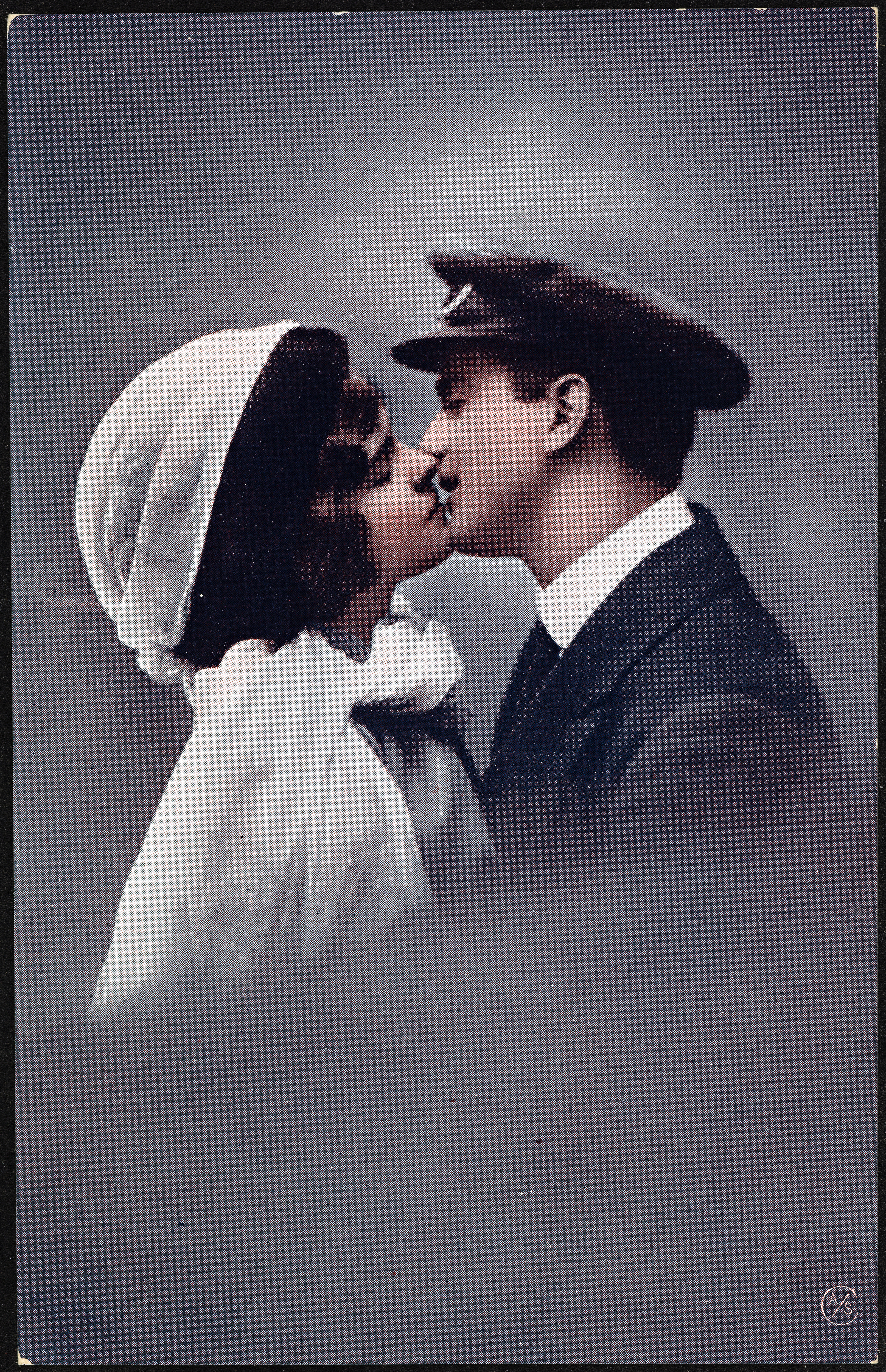
Líbající se pár
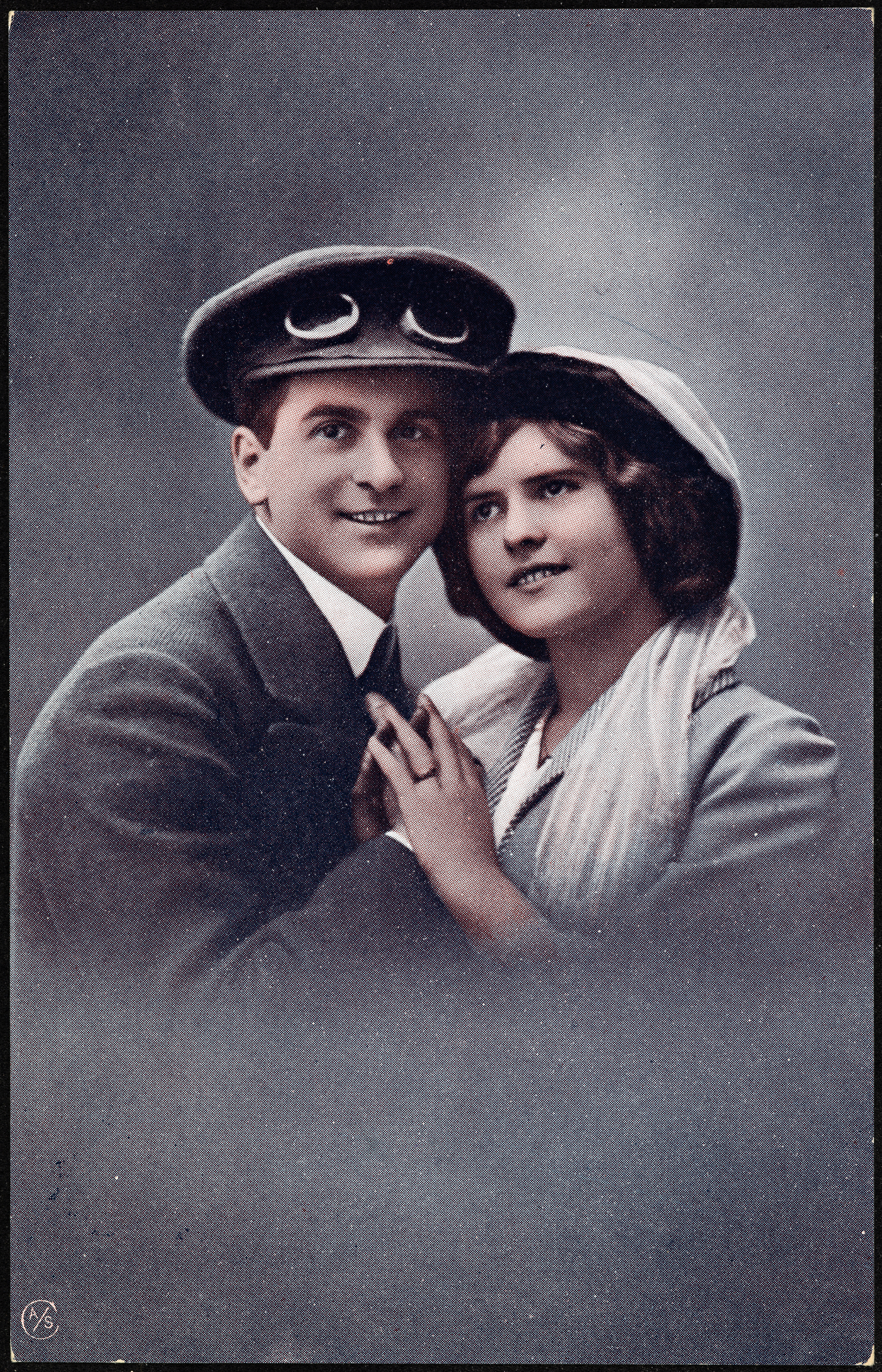
Romantický pár
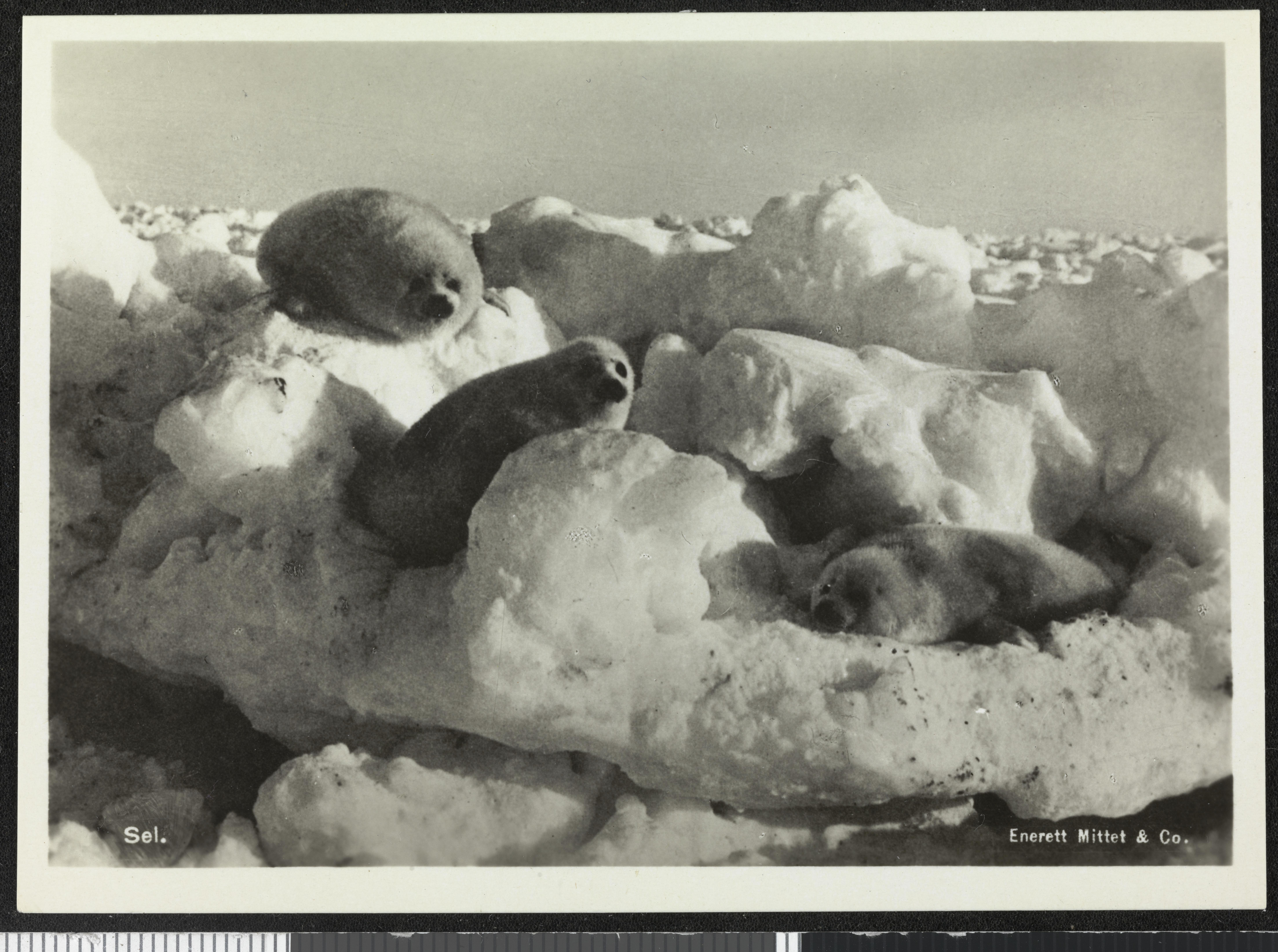
Sel
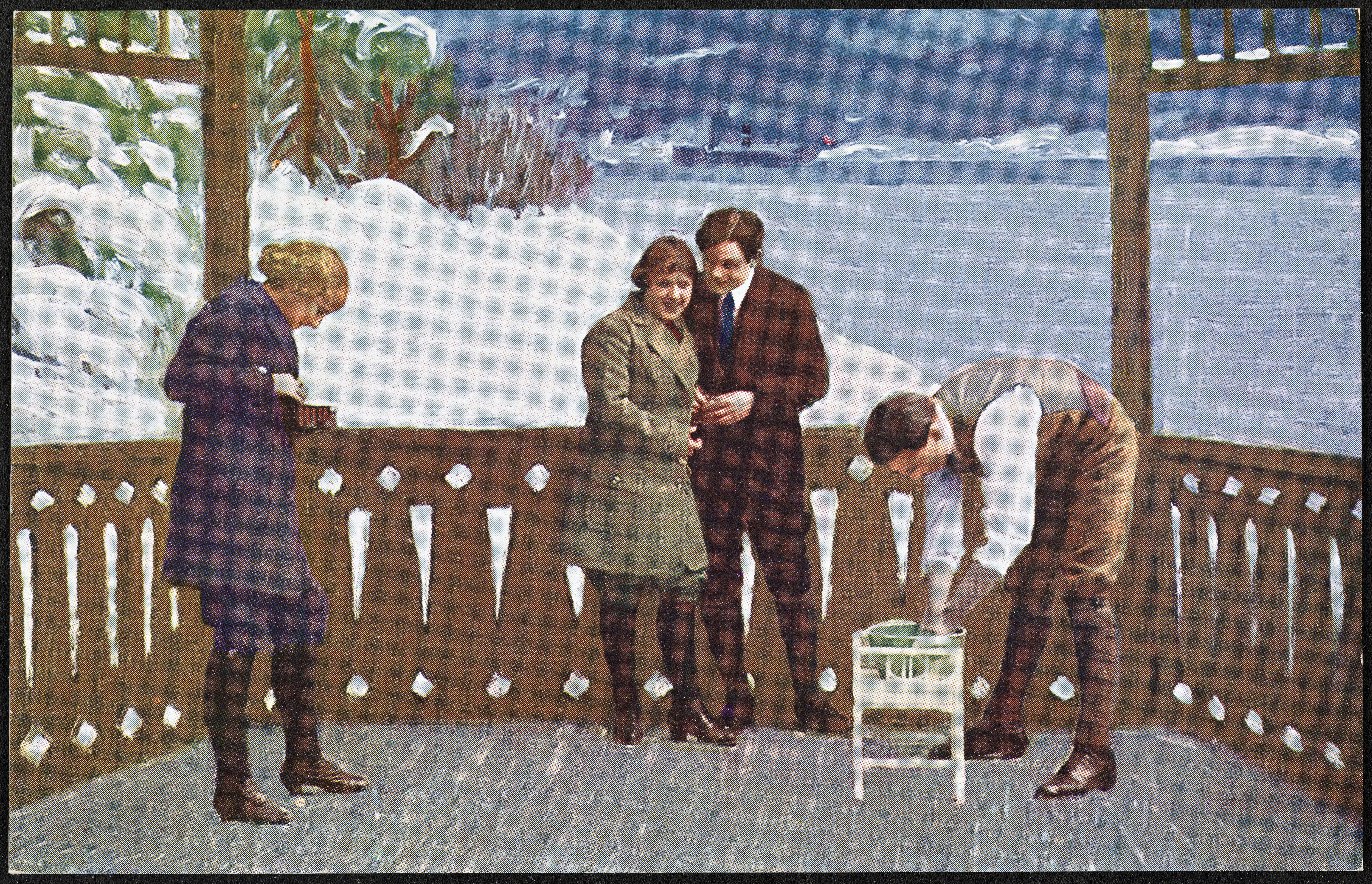
Fotografování portrétů